# Hrabstwo Pittsburg
Pittsburg – hrabstwo w stanie Oklahoma w USA. Populacja liczy 45 837 mieszkańców (stan według spisu z 2010 roku).

## Miasta
- Alderson
- Ashland
- Canadian
- Crowder
- Haileyville
- Hartshorne
- Indianola
- Kiowa
- Krebs
- McAlester
- Pittsburg
- Quinton
- Savanna

## CDP
- Arpelar
- Blanco
- Longtown